# 해외
해외(海外)는 바다 밖의 지역을 말한다. 비슷한 단어로는 외국 등이 있다. 별도의 언급이 없으면, '원거리'라는 의미로 사용되는 경우도 있다.

## 같이 보기
- 외국